# Diocesi di Matehuala
La diocesi di Matehuala (in latino: Dioecesis Matehualensis) è una sede della Chiesa cattolica in Messico suffraganea dell'arcidiocesi di San Luis Potosí. Nel 2021 contava 246.870 battezzati su 288.240 abitanti. È retta dal vescovo Margarito Salazar Cárdenas.

## Territorio
La diocesi comprende la parte nord-occidentale dello stato messicano di San Luis Potosí, per un totale di 12 municipi: Catorce, Cedral, Charcas, Ciudad del Maíz, Guadalcázar, Matehuala, Santo Domingo, Vanegas, Venado, Villa de Arista, Villa de Guadalupe, Villa de la Paz.
Sede vescovile è la città di Matehuala, dove si trova la cattedrale dell'Immacolata Concezione.
Il territorio si estende su una superficie di 26.912 km² è suddiviso in 17 parrocchie.

## Storia
La diocesi è stata eretta il 28 maggio 1997 con la bolla Apostolicum officium di papa Giovanni Paolo II, ricavandone il territorio dalla diocesi di Ciudad Valles e dall'arcidiocesi di San Luis Potosí.

## Cronotassi dei vescovi
Si omettono i periodi di sede vacante non superiori ai 2 anni o non storicamente accertati.
- Rodrigo Aguilar Martínez (28 maggio 1997 - 28 gennaio 2006 nominato vescovo di Tehuacán)
- Lucas Martínez Lara † (5 ottobre 2006 - 9 aprile 2016 deceduto)
- Margarito Salazar Cárdenas, dal 3 marzo 2018

## Statistiche
La diocesi nel 2021 su una popolazione di 288.240 persone contava 246.870 battezzati, corrispondenti all'85,6% del totale.
| anno | popolazione | popolazione | popolazione | presbiteri | presbiteri | presbiteri | presbiteri                | diaconi | religiosi | religiosi | parrocchie |
| anno | battezzati  | totale      | %           | numero     | secolari   | regolari   | battezzati per presbitero | diaconi | uomini    | donne     | parrocchie |
| ---- | ----------- | ----------- | ----------- | ---------- | ---------- | ---------- | ------------------------- | ------- | --------- | --------- | ---------- |
| 1999 | 332.000     | 356.500     | 93,1        | 30         | 27         | 3          | 11.066                    |         | 3         | 34        | 17         |
| 2000 | 332.000     | 356.500     | 93,1        | 31         | 27         | 4          | 10.709                    |         | 4         | 34        | 17         |
| 2001 | 271.688     | 297.698     | 91,3        | 32         | 29         | 3          | 8.490                     |         | 3         | 36        | 17         |
| 2002 | 267.355     | 320.949     | 83,3        | 37         | 31         | 6          | 7.225                     |         | 6         | 37        | 17         |
| 2003 | 221.347     | 248.514     | 89,1        | 32         | 28         | 4          | 6.917                     |         | 4         | 37        | 17         |
| 2004 | 213.812     | 249.692     | 85,6        | 31         | 26         | 5          | 6.897                     |         | 5         | 37        | 17         |
| 2013 | 250.000     | 291.000     | 85,9        | 35         | 32         | 3          | 7.142                     |         | 3         | 36        | 17         |
| 2016 | 237.300     | 271.700     | 87,3        | 32         | 29         | 3          | 7.415                     |         | 6         | 38        | 17         |
| 2019 | 242.250     | 282.790     | 85,7        | 32         | 29         | 3          | 7.570                     |         | 3         | 42        | 17         |
| 2021 | 246.870     | 288.240     | 85,6        | 62         | 30         | 32         | 3.981                     |         | 32        | 35        | 17         |